# Eremisca gobia
Eremisca gobia är en tvåvingeart som beskrevs av Pavel Lehr 1972. Eremisca gobia ingår i släktet Eremisca och familjen rovflugor. Inga underarter finns listade i Catalogue of Life.